# Leycesteria crocothyrsos
Leycesteria crocothyrsos är en kaprifolväxtart som beskrevs av Airy Shaw. Leycesteria crocothyrsos ingår i släktet Leycesteria och familjen kaprifolväxter. Inga underarter finns listade i Catalogue of Life.